# Воєвода (середньовічна Польща)

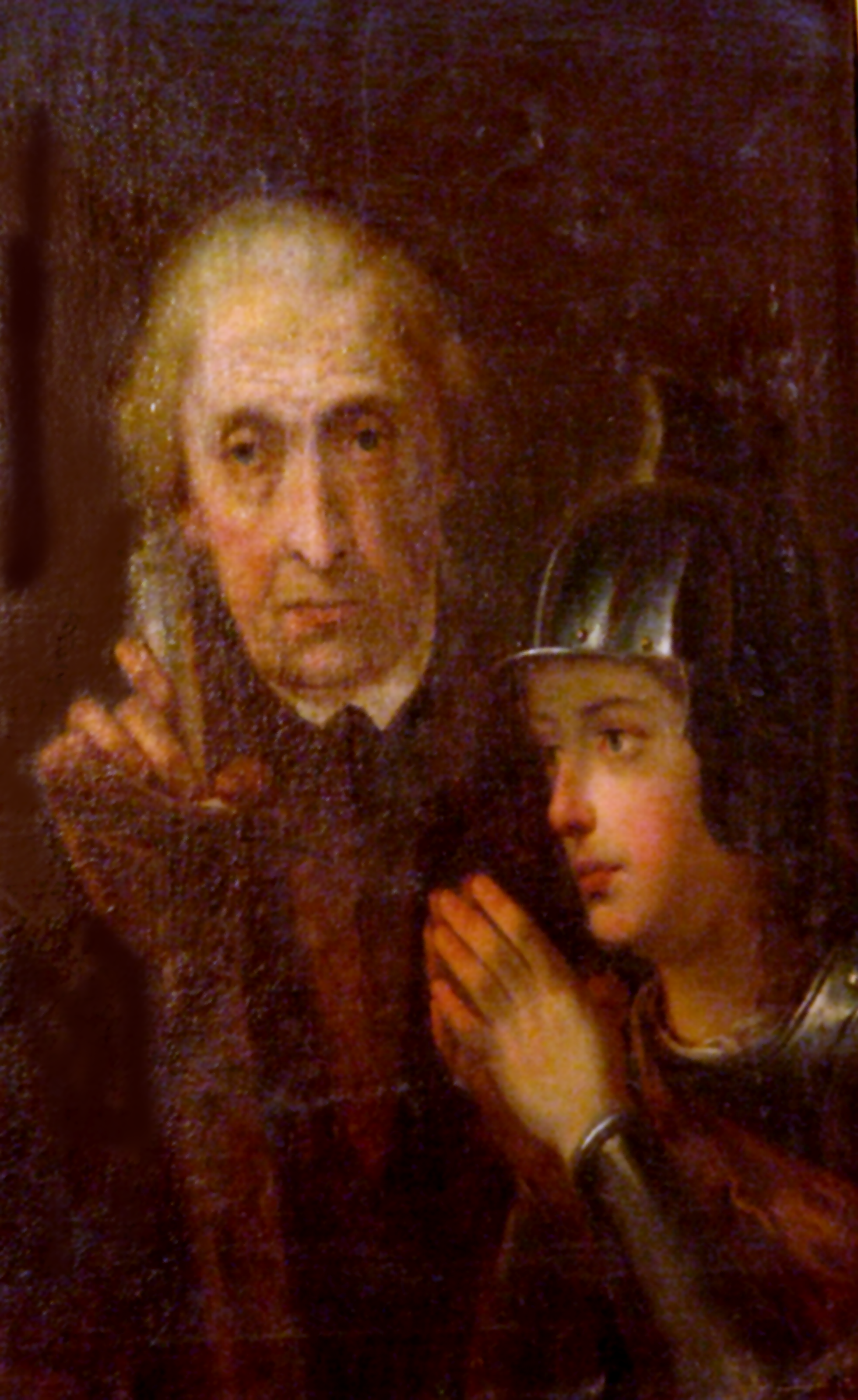
Лешек Білий і воєвода Говорек, картина Даніеля Кондратовича

Воєвода (лат. comes palatinus «комес палацовий», «палатин») — одна з найстаріших посад у королівстві Польському.

## Легенда
За свідченням літописців, воно походить із легендарних часів. Ян Длугош, Мартін Кромер і Матвій із Міхова згадують про міфічне правління Дванадцяти воєвод після вимирання родини Лехів, яка правила поляками, і до того, як П'ясти прийшли до влади.

## Рання монархія П'ястів
Заснований при дворі перших П'ястів, він був найважливішим державним урядником. Він був управителем двору правителя (як палацовий комес/палатин), переслідував злочинців за посадою і допомагав здійснювати правосуддя. Ці повноваження були змодельовані на основі повноважень урядовців Франкської держави, прийнятих через Німеччину. Воєвода керував князівською дружиною та народним ополченням від імені правителя (звідси польська етимологія цієї посади від woje-woda, тобто поводир війська). Палацовий комес був також головою територіального управління — він призначав і звільняв провінційних і замкових комесів (пізніше каштелянів). За сприятливих умов воєвода міг підірвати становище слабкого князя. Про це свідчать, серед ін. приклад палатина Сєцеха, який намагався зайняти місце князя Владислава Германа.

## Роздрібленість
Від заснування княжого двору діяло правило, що для всієї польської держави був лише один воєвода/палатин. Після поділу держави між синами Болеслава Кривоустого кожен повітовий князь почав призначати свого воєводу головою свого двору та військовим начальником. У XIII столітті воєводи почали звільнятися від влади князів. Вони поступово ставали урядовцями князівства чи землі, ставши головами можновладства. Краківський і Сандомирський воєводи отримали особливе становище настільки, що навіть називали себе панами з Божої ласки, титул, призначений для правителів. Воєвода, проводячи вмілу політику, за сприятливих обставин міг навіть призвести до повалення князя з престолу. Саме так Мешко III Старий був позбавлений краківського престолу на користь Казимира II Справедливого.

## Сполучене Королівство Польща
Під час об'єднання Польщі в XIV ст. майже кожне удільне князівство мало свого воєводу, а за відсутності князя воно почало називатися воєводством. Проте удільні князівства, які не мали воєвод, ставали землями. Водночас більшість повноважень воєвод (і каштелянів) перебирали новопризначені старости. Тоді воєводи входили до складу Королівської ради (згодом сенату), а у своїх воєводствах — голови Ради воєводських панів (що складалася з вищих земельних урядовців і була ніби верхньою палатою зборів, а пізніше провінційних зборів).